# Sarteano
Sarteano är en ort och kommun i provinsen Siena i regionen Toscana i Italien. Kommunen hade 4 644 invånare (2018).